# ماركو كارباريلي
ماركو كارباريلي (بالإيطالية: Marco Carparelli)‏ (من مواليد 4 يونيو 1976 في فينالي ليغور) هو لاعب كرة قدم إيطالي يلعب كمهاجم لبيترا ليغور.